# Велика Грива
Велика Гри́ва (рос. Большая Грива) — селище у складі Каргасоцького району Томської області, Росія. Входить до складу Новоюгинського сільського поселення.

## Населення
Населення — 244 особи (2010; 325 у 2002).
Національний склад (станом на 2002 рік):
- росіяни — 87 %
- селькупи — 2 %